# .tr
.tr este un domeniu de internet de nivel superior, pentru Turcia (ccTLD).